# سیارک ۸۴۴۱۷
سیارک ۸۴۴۱۷ (به انگلیسی: 84417 Ritabo، نامگذاری:2002TE202) هشتاد و چهار هزار و چهارصد و هفدهمین سیارک کشف شده‌است که در ۵ اکتبر ۲۰۰۲ کشف شد.